# Joachim Wendt
Joachim Karl Wendt –conocido como Benny Wendt– (Spittal an der Drau, 8 de diciembre de 1962) es un deportista austríaco que compitió en esgrima, especialista en la modalidad de florete.
Ganó cuatro medallas en el Campeonato Europeo de Esgrima entre los años 1993 y 2000.
Participó en cinco Juegos Olímpicos de Verano, entre los años 1984 y 1996, ocupando el cuarto lugar en Los Ángeles 1984 (por equipos), el octavo en Barcelona 1992 (individual) y el cuarto en Atlanta 1996 (por equipos).

## Palmarés internacional
| Campeonato Europeo | Campeonato Europeo | Campeonato Europeo | Campeonato Europeo  |
| Año                | Lugar              | Medalla            | Prueba              |
| ------------------ | ------------------ | ------------------ | ------------------- |
| 1993               | Linz (Austria)     | Medalla de oro     | Florete individual  |
| 1994               | Cracovia (Polonia) | Medalla de bronce  | Florete individual  |
| 1998               | Plovdiv (Bulgaria) | Medalla de bronce  | Florete por equipos |
| 2000               | Funchal (Portugal) | Medalla de plata   | Florete por equipos |